# Haas Automation

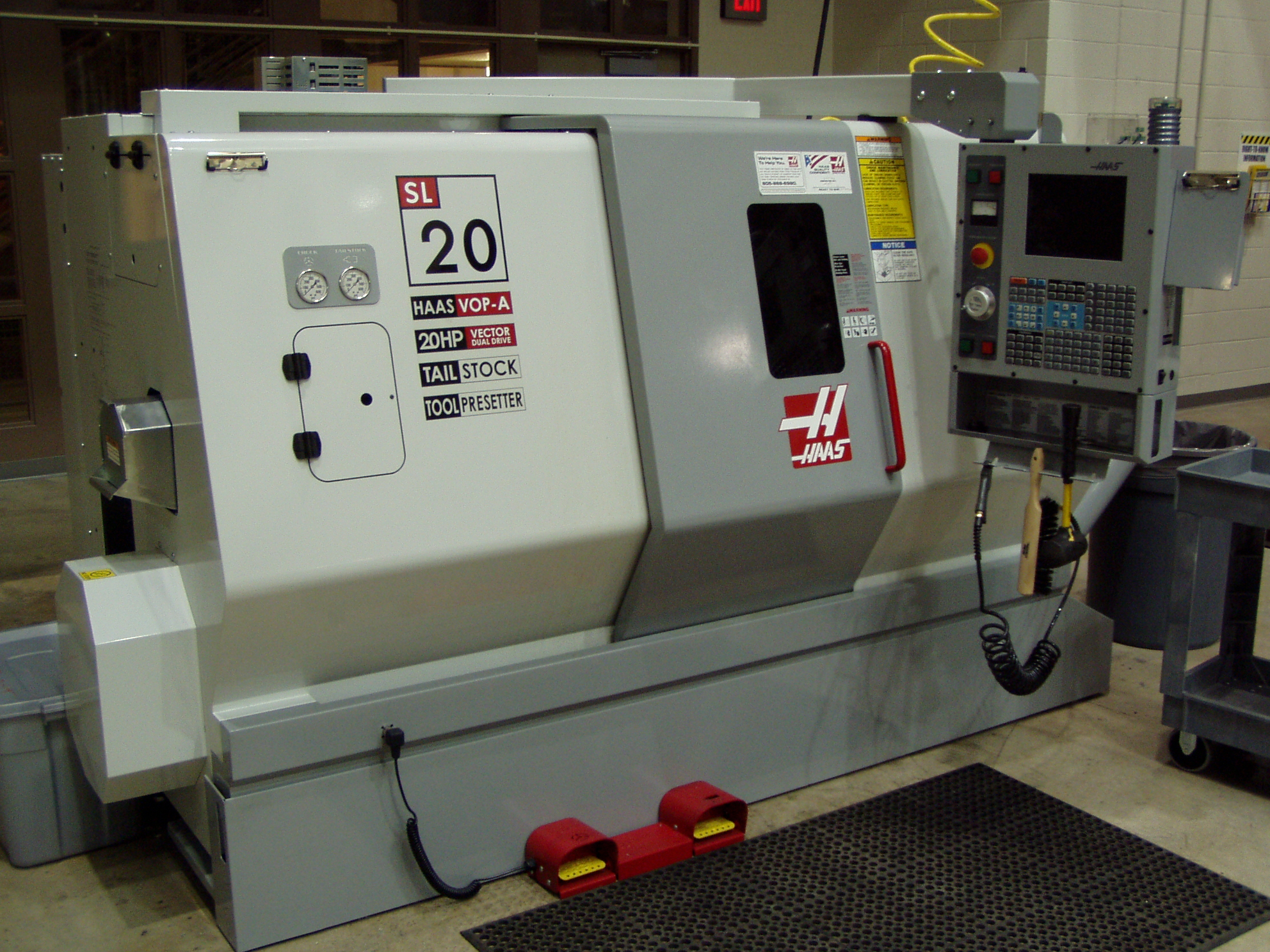
Eine CNC-Drehmaschine von Haas Automation

Haas Automation ist ein kalifornischer Hersteller von Werkzeugmaschinen und eines der größten Unternehmen dieser Branche in den Vereinigten Staaten. Nach Anzahl der verkauften Maschineneinheiten ist Haas Automation einer der größten Werkzeugmaschinenhersteller weltweit. Im Geschäftsjahr 2017 wurden über 13.500 Maschinen vertrieben.
Haas Automation wurde 1983 durch Gene Haas gegründet. Zu Beginn wurden lediglich Zubehörteile und Unterbaugruppen für den Werkzeugmaschinenbau gefertigt. Im Jahr 1988 gelang der Einstieg in die Maschinenfertigung. In diesem Jahr wurde das vertikale Bearbeitungszentrum VF-1 durch Haas auf der International Machine Tool Show vorgestellt. Die Entwicklung des VF-1 fand ab 1987 statt. Die erste VF-1 wurde für weniger als 50.000 US-Dollar angeboten und auch die modernisierte VF-1 wird heute für unter 50.000 Dollar verkauft. Die Produktion von Haas-Bearbeitungszentren und -Drehmaschinen findet vollständig am Unternehmenshauptsitz in Oxnard statt, wo über 100.000 Quadratmeter durch das Unternehmen genutzt werden. Das Unternehmen ist Sponsor des Haas F1 Teams. Dieses ist ein Formel-1-Rennstall, der durch Gene Haas gegründet wurde.
Im März 2023 wurden Vorwürfe bekannt, dass Haas trotz des über ein Jahr zuvor begonnenen Angriffs auf die Ukraine weiterhin Maschinen und Ersatzteile an die russische Rüstungsindustrie lieferte. Haas machte hierfür einen Zwischenhändler verantwortlich. Im August 2023 zeigten neue Berichte, dass Haas’ Lieferungen zu diesem Zeitpunkt über einen neuen Zwischenhändler in China abgewickelt wurden, und so weiterhin die russischen Abnehmer erreichten.